# سيمون كلارك
سيمون كلارك (بالإنجليزية: Simon Clarke) ولد بتاريخ 18 يوليو 1986 في ملبورن، هو دراج أسترالي.

## سجل النتائج

### سباقات أو مراحل فاز بها
| التاريخ        | السباق                                    | المركز                                         |
| -------------- | ----------------------------------------- | ---------------------------------------------- |
| 01 يناير 2006  | 2006 Nafarroako Itzulia                   | السابع في التصنيف العام                        |
| 22 يناير 2006  | داون أندر 2006                            | الثامن في التصنيف العام                        |
| 01 يناير 2007  | 2007 Gran Premio Palio del Recioto        |                                                |
| 16 يناير 2007  | 2007 Down Under Classic                   | الثالث في التصنيف العام                        |
| 21 يناير 2007  | داون أندر 2007                            | العاشر في التصنيف العام                        |
| 16 أبريل 2008  | Côte picarde 2008                         |                                                |
| 08 يونيو 2008  | 2008 Trofeo città di San Vendemiano       |                                                |
| 06 مارس 2010   | مونت باشي ستراد بينك 2010                 | المرتبة 18 في التصنيف العام                    |
| 15 مارس 2011   | تيرينو ادرياتيكو 2011                     | الثاني في تصنيف أفضل شاب                       |
| 21 أغسطس 2011  | طواف فاتينفول 2011                        | السابع في التصنيف العام                        |
| 09 سبتمبر 2011 | جائزة كيبيك الكبرى للدراجات 2011          | العاشر في التصنيف العام                        |
| 13 مايو 2012   | 2012 Rogaland Grand Prix                  |                                                |
| 09 سبتمبر 2012 | طواف إسبانيا 2012                         | الأول في تصنيف الجبال                          |
| 09 فبراير 2014 | طواف هيرالد صن 2014                       |                                                |
| 06 مارس 2016   | جي بي إندوستريا وأرتيجياناتو 2016         | الأول في التصنيف العام                         |
| 17 فبراير 2019 | طواف بروفانس 2019                         | الأول في تصنيف النقاط، الثاني في التصنيف العام |
| 01 مارس 2020   | لادهوم الكلاسيكي 2020                     | الأول في التصنيف العام                         |
| 08 يناير 2023  | سباق الطريق للرجال في بطولة أستراليا 2023 |                                                |

## وصلات خارجية
- الموقع الرسمي

## روابط خارجية
- سيمون كلارك على موقع الاتحاد الدولي للدراجات (الإنجليزية)
- سيمون كلارك على موقع أرشيف الدراجات (الإنجليزية)
- سيمون كلارك على موقع إحصائيات الدراجات الإحترافية (الإنجليزية)
- سيمون كلارك على موقع نسبة الدراجات (الإنجليزية)
- سيمون كلارك على موقع CycleBase (الإنجليزية)
- سيمون كلارك على موقع CyclingDatabase.com (مؤرشف) (الإنجليزية)
- سيمون كلارك على موقع اللجنة الأولمبية الدولية (الإنجليزية)
- سيمون كلارك على موقع أوليمبيديا (الإنجليزية)
- سيمون كلارك على موقع اللجنة الأولمبية الأسترالية (الإنجليزية)
- سيمون كلارك على موقع اتحاد ألعاب الكومنولث (مؤرشف) (الإنجليزية)